# Hussain Nassim
Hussain Nassim Nasseri (in persiano حسین نسیم ناصری‎; Abadan, 27 aprile 1952) è un ex pallanuotista e allenatore di pallanuoto iraniano, che ha partecipato alle Olimpiadi di Montréal 1976.
Oltre al torneo olimpico del 1976, ha gareggiato ai Giochi asiatici del 1974, vincendo una medaglia d'oro.
All'indomani dei Giochi asiatici del 1974, Hossein fu soggetto a un divieto di nuoto di due anni. Il divieto è stato dato a causa di un alterco con un alto funzionario che ha detto a Hossein di ripulirsi la barba troppo cresciuta e i capelli lunghi in modo che potesse essere utilizzato per una competizione di pallanuoto dell'esercito. Hossein ha spiegato al funzionario che era Darvish, cosa che il funzionario ha deriso e insultato la sua religione. A questo punto Hossein ha risposto gettando l'ufficiale nella piscina accanto alla quale si trovavano. Dopo essere stato bandito da tutte le piscine di tutto l'Iran, Hossein si è trasferito nel sud dell'Iran per iniziare l'addestramento nello Shatt al-Arab. Lontano dalla vista dei funzionari si è allenato nelle correnti dense e forti dal settembre 1974, fino al marzo 1975, quando il divieto è stato revocato.
Dopo l'immigrazione in Germania nel 1987, Hossein si è concentrato sull'allenatore di squadre di nuoto e pallanuoto. Nel 2000 gli è stato offerto il posto di capo allenatore della squadra di pallanuoto maschile dell'Iran, ma le trattative sono state interrotte e Hossein è tornato in Germania. L'Iran nel 2005 gli ha offerto la posizione di capo allenatore della squadra iraniana giovanile, che ha portato a vincere una medaglia d'oro nella Coppa d'Asia giovanile, in Thailandia nello stesso anno. Ha anche lavorato come assistente allenatore per la squadra di pallanuoto maschile dell'Iran nel 2005, facendo il vice di Neven Kovacevic.
Nel 1974, a Hossein fu chiesto di apparire nel popolare spettacolo notturno chiamato " Mikhakeh Noghrei ". Lo spettacolo era famoso per avere artisti e intrattenitori, ma mai atleti. Hossein è apparso nello show poco dopo che la squadra nazionale di pallanuoto maschile dell'Iran ha vinto le partite asiatiche del 1974. Alla sua apparizione ha cantato una canzone molto famosa ("Stranger") di Gharibeh, originariamente eseguita da Shahrokh.